# 百日咳ワクチン
百日咳ワクチン（ひゃくにちぜきワクチン）は、百日咳の感染を防ぐためのワクチンである。

## 解説
全細胞ワクチンと無細胞ワクチンの二種類のワクチンがある。全細胞ワクチンの効果は78%、無細胞ワクチンの効果は71%から85%である。ワクチンの効果は毎年2-10%ずつ減少する傾向があり、無細胞ワクチンはさらに急速に減少する傾向がある。妊娠中のワクチン投与は胎児の保護にもなる。2002年にワクチンによって救われた人数は、推定50万人以上である。
世界保健機関とアメリカ疾病予防管理センターは、全ての子供に百日咳の予防接種と定期的予防接種に含むことを推奨している。HIV/エイズ患者もこの中に含まれる。三回の投与を生後6週間から小児の間に接種することを推奨している。追加の投与は未成年から大人にも投与できる。このワクチンは、他のワクチンとの混合のみ使われる。
無細胞ワクチンは、副作用が少ないため発展途上国で多用されている。 全細胞のワクチンを接種した10%から50%の人に、穿刺による赤みと発熱が診られる。1%未満の人に熱性けいれんと長期の泣きが起こりえる。 無細胞ワクチンは短期間の深刻ではない腫れが腕に診られることがある。両方のワクチンとも副作用はあるが特に全細胞ワクチンは若い時に接種するほど副作用が少ない。全細胞ワクチンは6歳以上には投与するべきではない。どちらのワクチンとも深刻な長期神経問題とは関連付けられていない。

## 歴史
百日咳ワクチンは1926年に開発された。 このワクチンは世界保健機関の必須医薬品リストに記載されており、基礎的な医療制度で重視されている医薬品である。 2014年の破傷風とジフテリアと急性灰白髄炎との混合ワクチンの発展途上国での価格は15.41米ドルである。
日本においては、1950年に予防接種法の指定ワクチンとなり、二種混合ワクチン、三種混合ワクチンを経て、2012年11月からは四種混合ワクチン（ジフテリア・百日せき・破傷風・ポリオ）が用いられている。